# Przemysł (imię)
Przemysł – słowiańskie imię męskie, złożone z członów Prze- ("przez" i wiele innych znaczeń) i -mysł ("myśleć"). Może oznaczać „ten, kto sprawnie myśli”, „przemyślny”.
Kiedy świadomość jego pochodzenia zatarła się, błędnie zostało ono uznane za imię kończące się członem -sław (zamiast -mysł) i "poprawione" na Przemysław.
Przemysł obchodzi imieniny: 13 kwietnia, 4 września, 29 listopada.
Znane osoby noszące imię Przemysł:
- Przemysł I – książę wielkopolski
- Przemysł II – król Polski
- Przemysław II cieszyński – książę cieszyński i głogowski
- Przemysł inowrocławski – książę inowrocławski i sieradzki
- Przemysł Oracz – książę Czechów, pierwszy z Przemyślidów
- Przemysł Ottokar I – król Czech
- Przemysł Ottokar II – król Czech
- Przemysł – margrabia morawski
- Przemysł Toszecki – książę toszecki w latach 1445–1484